# Ophiorrhiza ciliata
Ophiorrhiza ciliata är en måreväxtart som beskrevs av Adolph Daniel Edward Elmer. Ophiorrhiza ciliata ingår i släktet Ophiorrhiza och familjen måreväxter. Inga underarter finns listade i Catalogue of Life.